# Лоор, Лайан
Лайан Мануэль Лоор Рикельме (исп. Layan Manuel Loor Requelme; род. 23 мая 2001, Лаго-Агрио, Сукумбиос) — эквадорский футболист, полузащитник клуба «Универсидад Католика Кито».

## Клубная карьера
Лоор — воспитанник клубов «Чикос Малос» и «Универсидад Католика Кито». В 2020 году игрок был включён в заявку на сезон последнего. В том же году Лайан на правах аренды выступал за «Америку Кито», после чего вернулся в «Универсидад Католика». 26 февраля 2022 года в матче против «Гуаякиль Сити» он дебютировал в эквадорской Примере. 24 апреля в поединке против «Текнико Университарио» Лайан забил свой первый гол за «Универсидад Католика». 